# ۲۰ بره
۲۰ بره یک ستاره است که در صورت فلکی بره قرار دارد.